# Nobelova cena za literaturu

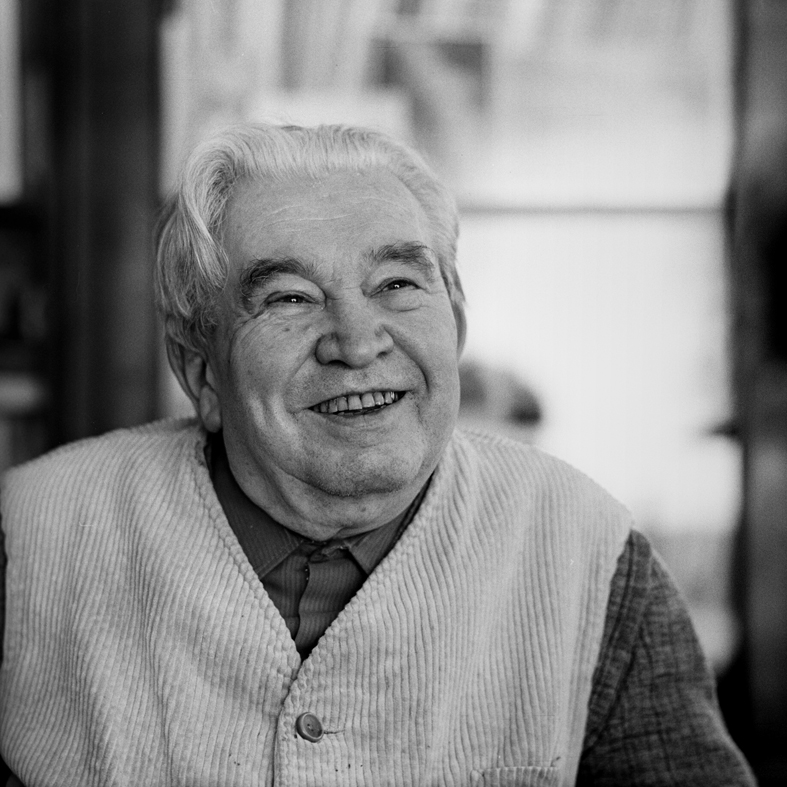
Jaroslav Seifert, jediný český laureát Nobelovy ceny za literaturu, na snímku z roku 1981

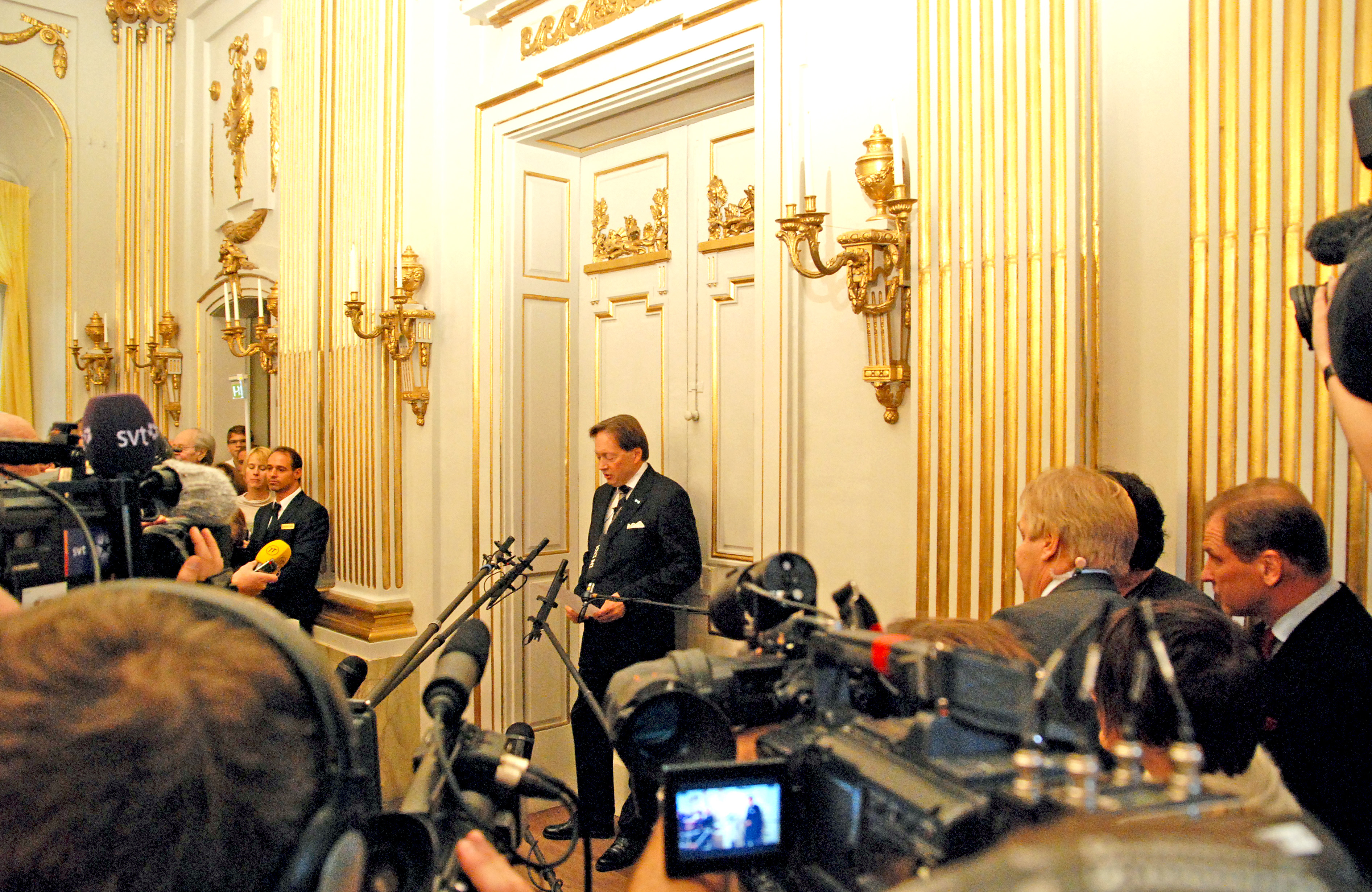
Vyhlášení Nobelovy ceny za literaturu ve Stockholmu 2008

Nobelova cena za literaturu, švédsky Nobelpriset i litteratur, je jednou z pěti Nobelových cen. Podle závěti Alfreda Nobela je udělována „za nejvýznačnější literární dílo v ideálním směru“. Slavnostní vyhlášení každoročního laureáta se koná ve Stockholmu za účasti švédského krále.
Ve válečných letech 1914, 1918, 1940–1943 a také v roce 1935 nebyla cena udělena. Za rok 2018 byla cena udělena až o rok později společně s cenou za rok 2019.
Cena je zásadně udělována jen žijícím autorům nebo autorkám. Jedinou výjimkou byl Švéd Erik Axel Karlfeldt, kterému byla cena za rok 1931 udělena posmrtně (zemřel v dubnu 1931).
Jediným Čechem, jemuž byla Nobelova cena za literaturu udělena, je básník Jaroslav Seifert. V letech 1936–1944 byl československým občanem také nositel Nobelovy ceny za rok 1929, německý spisovatel Thomas Mann.

## Nominace českých a z českého území pocházejících autorů na Nobelovu cenu za literaturu
- Jaroslav Vrchlický, osmkrát: 1904, 1905, 1906, 1907, 1908, 1909, 1911, 1912[1].
- Josef Viktor Widmann (20.2.1842–6.11.1911), šestkrát v letech 1906–1908[2]
- Otokar Březina, devětkrát 1916 až 1929[3]
- Alois Jirásek, pětkrát: 1918, 1919, 1920, 1921, 1930[4], z toho čtyřikrát Českou akademií věd a jedenkrát Josefem Zubatým a Jaroslavem Novákem.
- Rudolf Kassner (*11.9.1873 Velké Pavlovice, 1.4.1959 Sierre, Švýcarsko) desetkrát: 1930, 1931, 1932, 1935, 1938, 1948, 1953, 1954, 1955, 1959[5]
- Karel Čapek, sedmkrát: 1932, 1933, 1934, 1935, 1936, 1937, 1938[6], nominovali jej Josef Pekař, Josef Šusta a další profesoři Karlovy univerzity v Praze.
- Franz Werfel dvakrát: 1943 a 1945[7].
- Jaroslav Seifert dvakrát, poprvé jej roku 1954 nominoval Albert Pražák.[8]
- Óndra Łysohorsky (Ervín Goj) nominován 1970[9]
- Nominanti narození v českých zemích: Karl Kraus třikrát: 1926, 1928, 1930 a Sigmund Freud jednou: 1936.

Ke světoznámým nominantům, kteří Nobelovu cenu i přes více nominací nedostali, patří například Lev Nikolajevič Tolstoj nebo Henrik Ibsen.

## Držitelé Nobelovy ceny za literaturu

### 1901–1910
- 1901 – Sully Prudhomme (Francie)
- 1902 – Theodor Mommsen (Německo)
- 1903 – Bjørnstjerne Bjørnson (Norsko)
- 1904 – Frédéric Mistral (Francie) a José Echegaray y Eizaguirre (Španělsko)
- 1905 – Henryk Sienkiewicz (Polsko)
- 1906 – Giosuè Carducci (Itálie)
- 1907 – Rudyard Kipling (Spojené království)
- 1908 – Rudolf Christoph Eucken (Německo)
- 1909 – Selma Lagerlöfová (Švédsko)
- 1910 – Paul Johann Ludwig Heyse (Německo)

### 1911–1920
- 1911 – Maurice Maeterlinck (Belgie)
- 1912 – Gerhart Hauptmann (Německo)
- 1913 – Rabíndranáth Thákur (Indie)
- 1914 – (Finanční část ceny vložena do zvláštního fondu Nobelovy ceny za literaturu.)
- 1915 – Romain Rolland (Francie)
- 1916 – Carl Gustaf Verner von Heidenstam (Švédsko)
- 1917 – Karl Adolph Gjellerup a Henrik Pontoppidan (Dánsko)
- 1918 – (Finanční část ceny vložena do zvláštního fondu Nobelovy ceny za literaturu.)
- 1919 – Carl Spitteler (Švýcarsko)
- 1920 – Knut Hamsun (Norsko)

### 1921–1930
- 1921 – Anatole France (Francie)
- 1922 – Jacinto Benavente (Španělsko)
- 1923 – William Butler Yeats (Irsko)
- 1924 – Władysław Reymont (Polsko)
- 1925 – George Bernard Shaw (Irsko)
- 1926 – Grazia Deleddaová (Itálie)
- 1927 – Henri Bergson (Francie)
- 1928 – Sigrid Undsetová (Norsko)
- 1929 – Thomas Mann (Německo)
- 1930 – Sinclair Lewis (Spojené státy americké, USA)

### 1931–1940
- 1931 – Erik Axel Karlfeldt (Švédsko) (posmrtně)
- 1932 – John Galsworthy (Spojené království)
- 1933 – Ivan Alexejevič Bunin (Rusko/Francie)
- 1934 – Luigi Pirandello (Itálie)
- 1935 – (Finanční část ceny vložena 1/3 do společného fondu Nobelových cen, 2/3 do zvláštního fondu Nobelovy ceny za literaturu.)
- 1936 – Eugene O'Neill (USA)
- 1937 – Roger Martin du Gard (Francie)
- 1938 – Pearl S. Bucková (USA)
- 1939 – Frans Eemil Sillanpää (Finsko)
- 1940 – (Finanční část ceny vložena 1/3 do společného fondu Nobelových cen, 2/3 do zvláštního fondu Nobelovy ceny za literaturu.)

### 1941–1950
- 1941 – (Finanční část ceny vložena 1/3 do společného fondu Nobelových cen, 2/3 do zvláštního fondu Nobelovy ceny za literaturu.)
- 1942 – Cena neudělena.
- 1943 – Cena neudělena.
- 1944 – Johannes Vilhelm Jensen (Dánsko)
- 1945 – Gabriela Mistralová (Chile)
- 1946 – Hermann Hesse (Německo)
- 1947 – André Gide (Francie)
- 1948 – Thomas Stearns Eliot (USA)
- 1949 – William Faulkner (USA)
- 1950 – Bertrand Russell (Spojené království)

### 1951–1960
- 1951 – Pär Lagerkvist (Švédsko)
- 1952 – François Mauriac (Francie)
- 1953 – Winston Churchill (Spojené království)
- 1954 – Ernest Hemingway (USA)
- 1955 – Halldór Kiljan Laxness (Island)
- 1956 – Juan Ramón Jiménez (Španělsko)
- 1957 – Albert Camus (Francie)
- 1958 – Boris Pasternak (Sovětský svaz, SSSR)
- 1959 – Salvatore Quasimodo (Itálie)
- 1960 – Saint-John Perse (Francie)

### 1961–1970
- 1961 – Ivo Andrić (Jugoslávie)
- 1962 – John Steinbeck (USA)
- 1963 – Giorgos Seferis (Řecko)
- 1964 – Jean-Paul Sartre (Francie)
- 1965 – Michail Alexandrovič Šolochov (SSSR)
- 1966 – Šmu'el Josef Agnon (Izrael) a Nelly Sachsová (Německo)
- 1967 – Miguel Ángel Asturias (Guatemala)
- 1968 – Jasunari Kawabata (Japonsko)
- 1969 – Samuel Beckett (Irsko)
- 1970 – Alexandr Isajevič Solženicyn (SSSR)

### 1971–1980
- 1971 – Pablo Neruda (Chile)
- 1972 – Heinrich Böll (Německo)
- 1973 – Patrick White (Austrálie)
- 1974 – Eyvind Johnson a Harry Martinson (Švédsko)
- 1975 – Eugenio Montale (Itálie)
- 1976 – Saul Bellow (USA)
- 1977 – Vicente Aleixandre (Španělsko)
- 1978 – Isaac Bashevis Singer (USA)
- 1979 – Odysseas Elytis (Řecko)
- 1980 – Czesław Miłosz (Polsko/USA)

### 1981–1990
- 1981 – Elias Canetti (Spojené království)
- 1982 – Gabriel García Márquez (Kolumbie)
- 1983 – William Golding (Spojené království)
- 1984 – Jaroslav Seifert (Československo)
- 1985 – Claude Simon (Francie)
- 1986 – Wole Soyinka (Nigérie)
- 1987 – Josif Brodskij (SSSR/USA)
- 1988 – Nagíb Mahfúz (Egypt)
- 1989 – Camilo José Cela (Španělsko)
- 1990 – Octavio Paz (Mexiko)

### 1991–2000
- 1991 – Nadine Gordimerová (Jihoafrická republika)
- 1992 – Derek Walcott (Svatá Lucie)
- 1993 – Toni Morrisonová (USA)
- 1994 – Kenzaburó Óe (Japonsko)
- 1995 – Seamus Heaney (Irsko)
- 1996 – Wisława Szymborska (Polsko)
- 1997 – Dario Fo (Itálie)
- 1998 – José Saramago (Portugalsko)
- 1999 – Günter Grass (Německo)
- 2000 – Kao Sing-ťien (Čína/Francie)

### 2001–2010
- 2001 – Vidiadhar Surajprasad Naipaul (Trinidad a Tobago)
- 2002 – Imre Kertész (Maďarsko)
- 2003 – John Maxwell Coetzee (Jihoafrická republika)
- 2004 – Elfriede Jelineková (Rakousko)
- 2005 – Harold Pinter (Spojené království)
- 2006 – Orhan Pamuk (Turecko)
- 2007 – Doris Lessingová (Spojené království)
- 2008 – Jean-Marie Gustave Le Clézio (Francie)
- 2009 – Herta Müllerová (Rumunsko/Německo)
- 2010 – Mario Vargas Llosa (Peru)

### 2011–2020
- 2011 – Tomas Tranströmer (Švédsko)
- 2012 – Mo Jen (Čína)
- 2013 – Alice Munroová (Kanada)
- 2014 – Patrick Modiano (Francie)
- 2015 – Světlana Alexijevičová (Bělorusko)
- 2016 – Bob Dylan (USA)
- 2017 – Kazuo Ishiguro (Spojené království)
- 2018 – Olga Tokarczuková (Polsko), cena byla udělena v roce 2019.
- 2019 – Peter Handke (Rakousko)
- 2020 – Louise Glücková (USA)

### 2021–současnost
- 2021 – Abdulrazak Gurnah (Tanzanie)
- 2022 – Annie Ernauxová (Francie)
- 2023 – Jon Fosse (Norsko)
- 2024 – Han Kang (Jižní Korea)